# Alles ist die Sekte/Diskografie
Diese Diskografie ist eine Übersicht über die musikalischen Werke des deutschen Hip-Hop-Duos Alles ist die Sekte (A.i.d.S.), bestehend aus den beiden Rappern Sido und B-Tight. Gemeinsam bildeten sie den Kern der Rap-Gruppierung Die Sekte.

## Alben

### Studioalben
| Jahr | Titel Musiklabel                               | Höchstplatzierung, Gesamtwochen, AuszeichnungChartplatzierungen (Jahr, Titel, Musiklabel, Platzierungen, Wochen, Auszeichnungen, Anmerkungen, Cover) | Höchstplatzierung, Gesamtwochen, AuszeichnungChartplatzierungen (Jahr, Titel, Musiklabel, Platzierungen, Wochen, Auszeichnungen, Anmerkungen, Cover) | Höchstplatzierung, Gesamtwochen, AuszeichnungChartplatzierungen (Jahr, Titel, Musiklabel, Platzierungen, Wochen, Auszeichnungen, Anmerkungen, Cover) | Anmerkungen                                                     | Cover |
| Jahr | Titel Musiklabel                               | DE | AT | CH | Anmerkungen                                                     | Cover |
| ---- | ---------------------------------------------- | --- | --- | --- | --------------------------------------------------------------- | ----- |
| 1998 | Wissen~Flow~Talent Royal Bunker                | — | — | — | Erstveröffentlichung: 1998 nur auf Tape als Royal TS            |       |
| 2000 | Back in Dissniss Royal Bunker                  | — | — | — | Erstveröffentlichung: 2000 nur auf Tape als Royal TS            |       |
| 2002 | Alles ist die Sekte – Album Nr. 3 Aggro Berlin | — | — | — | Erstveröffentlichung: 13. Mai 2002 auf CD und Tape als Royal TS |       |

### Kollaboalben
| Jahr | Titel Musiklabel       | Höchstplatzierung, Gesamtwochen, AuszeichnungChartplatzierungen (Jahr, Titel, Musiklabel, Platzierungen, Wochen, Auszeichnungen, Anmerkungen, Cover) | Höchstplatzierung, Gesamtwochen, AuszeichnungChartplatzierungen (Jahr, Titel, Musiklabel, Platzierungen, Wochen, Auszeichnungen, Anmerkungen, Cover) | Höchstplatzierung, Gesamtwochen, AuszeichnungChartplatzierungen (Jahr, Titel, Musiklabel, Platzierungen, Wochen, Auszeichnungen, Anmerkungen, Cover) | Anmerkungen                                                 | Cover |
| Jahr | Titel Musiklabel       | DE | AT | CH | Anmerkungen                                                 | Cover |
| ---- | ---------------------- | --- | --- | --- | ----------------------------------------------------------- | ----- |
| 1999 | Sintflows Royal Bunker | — | — | — | Erstveröffentlichung: 1999 nur auf Tape als Die Sekte       |       |
| 2009 | Die Sekte Sektenmuzik  | DE59 (1 Wo.)DE | — | CH71 (1 Wo.)CH | Erstveröffentlichung: 6. November 2009 auf CD als Die Sekte |       |

### Kompilationen
| Jahr | Titel Musiklabel         | Höchstplatzierung, Gesamtwochen, AuszeichnungChartplatzierungen (Jahr, Titel, Musiklabel, Platzierungen, Wochen, Auszeichnungen, Anmerkungen, Cover) | Höchstplatzierung, Gesamtwochen, AuszeichnungChartplatzierungen (Jahr, Titel, Musiklabel, Platzierungen, Wochen, Auszeichnungen, Anmerkungen, Cover) | Höchstplatzierung, Gesamtwochen, AuszeichnungChartplatzierungen (Jahr, Titel, Musiklabel, Platzierungen, Wochen, Auszeichnungen, Anmerkungen, Cover) | Anmerkungen                                                              | Cover |
| Jahr | Titel Musiklabel         | DE | AT | CH | Anmerkungen                                                              | Cover |
| ---- | ------------------------ | --- | --- | --- | ------------------------------------------------------------------------ | ----- |
| 2001 | Ihr Nutten Eigenvertrieb | — | — | — | Erstveröffentlichung: 2001 nur auf Tape Kompilation, Tape; als Die Sekte |       |

### EPs
| Jahr | Titel Musiklabel                                           | Anmerkungen                                                     | Cover |
| ---- | ---------------------------------------------------------- | --------------------------------------------------------------- | ----- |
| 2001 | Das Mic & Ich (Splash Sekten Special Edition) Aggro Berlin | Erstveröffentlichung: 20. Juli 2001 auf CD und 12" als Royal TS |       |
| 2003 | Garnich so schlimm! Aggro Berlin                           | Erstveröffentlichung: 4. August 2003 auf CD als A.i.d.S.        |       |

## Singles
| Jahr | Titel Album                | Anmerkungen                                      | Cover |
| ---- | -------------------------- | ------------------------------------------------ | ----- |
| 2001 | Das Mic & Ich Aggro Berlin | Erstveröffentlichung: 20. Juli 2001 als Royal TS |       |

## Lieder
| Jahr | Titel Album                                                            | Anmerkungen |
| ---- | ---------------------------------------------------------------------- | --- |
| 1998 | Westberlin Berlin Nr.1 (Kompilation) von Mikrokosmos                   | Erstveröffentlichung: 1998 B-Tight, Collins, Kimba & Sido mit Fumanschu |
| 1999 | Genauso ...Sein Album von B-Tight                                      | Erstveröffentlichung: 1999 B-Tight feat. Calle & Sido |
| 1999 | Nigg'z ...Sein Album von B-Tight                                       | Erstveröffentlichung: 1999 B-Tight feat. Sido |
| 1999 | Sehr geil ...Sein Album von B-Tight                                    | Erstveröffentlichung: 1999 B-Tight feat. Gauner, Joka, Vokalmatador & Sido |
| 1999 | Sladorama ...Sein Album von B-Tight                                    | Erstveröffentlichung: 1999 B-Tight feat. Frauenarzt, King Orgasmus One, Rhymin Simon, Sido, Taktloss, MC Bogy & Vokalmatador |
| 1999 | Rap schickt uns ...Sein Album von B-Tight                              | Erstveröffentlichung: 1999 B-Tight feat. Calle & Sido |
| 2000 | Halt dich fest Berlin Nr.2 (Kompilation) von Mikrokosmos               | Erstveröffentlichung: 2000 Bendt, Sido, Collins & B-Tight |
| 2000 | Keep It Real BRP 4Life von Taktloss                                    | Erstveröffentlichung 2000: Taktloss feat. B-Tight, Collins, Rhymin Simon, Sido mit Frauenarzt, Jack Orsen, Justus, King Orgasmus One, Basstard, Martin B, Ronald Mack Donald & S-Rok                                                                    |
| 2000 | Rapper im Visier Es gibt kein Battle!!! von King Orgasmus One          | Erstveröffentlichung: 2000 King Orgasmus One feat. B-Tight, Sido & Vokalmatador |
| 2000 | Sleepwalker ...Mit Pint Und Pegel von Rhymin Simon                     | Erstveröffentlichung: 2000 Rhymin Simon feat. Sido, B-Tight, Collins & Bendt |
| 2001 | Armageddon Tag der Abrechnung von King Orgasmus One                    | Erstveröffentlichung: 2001 King Orgasmus One feat. B-Tight, Bass Sultan Hengzt, Basstard, Sido & Taktloss |
| 2001 | Männer Tag der Abrechnung von King Orgasmus One                        | Erstveröffentlichung: 2001 King Orgasmus One feat. B-Tight, Bass Sultan Hengzt, Sido & Calle |
| 2001 | RapFrankenstein Tag der Abrechnung von King Orgasmus One               | Erstveröffentlichung: 2001 King Orgasmus One feat. B-Tight, Rhymin Simon, Sido, Vokalmatador & Basstard |
| 2001 | Gangster, Gangster!!! Tag der Abrechnung von King Orgasmus One         | Erstveröffentlichung: 2001 King Orgasmus One feat. B-Tight, Calle, Rhymin Simon, Sido, Vokalmatador, Bass Sultan Hengzt, Bushido, Dent, Messacka, Tequal, Frauenarzt & Vork One                                                                         |
| 2002 | Aggro Aggro Ansage Nr. 1 von Aggro Berlin                              | Erstveröffentlichung: 20. Mai 2002 Sido, Bushido und B-Tight |
| 2002 | Alles ist die Sekte Aggro Ansage Nr. 1 von Aggro Berlin                | Erstveröffentlichung: 20. Mai 2002 A.i.d.S. feat. Mesut |
| 2002 | Jede Frau ist eine Plage Mein Kampf von King Orgasmus One              | Erstveröffentlichung: 4. Juli 2002 King Orgasmus One feat. B-Tight & Sido |
| 2002 | Plan B Der Neger von B-Tight                                           | Erstveröffentlichung: 28. Oktober 2002 B-Tight feat. Sido, Bushido & Bendt |
| 2002 | Samba Der Neger von B-Tight                                            | Erstveröffentlichung: 28. Oktober 2002 B-Tight feat. Sido |
| 2003 | Aggro Teil.2 Aggro Ansage Nr. 2 von Aggro Berlin                       | Erstveröffentlichung: 27. Januar 2003 Sido, Bushido und B-Tight |
| 2003 | Westberlin (Koka Remix) Aggro Ansage Nr. 2 von Aggro Berlin            | Erstveröffentlichung: 27. Januar 2003 A.i.d.S. |
| 2003 | Auf Tour Aggro Ansage Nr. 2 von Aggro Berlin                           | Erstveröffentlichung: 27. Januar 2003 A.i.d.S. |
| 2003 | Aggro Teil 3 Aggro Ansage Nr. 3 von Aggro Berlin                       | Erstveröffentlichung: 8. Dezember 2003 Sido, Bushido, B-Tight & Fler |
| 2003 | Für die Sekte Aggro Ansage Nr. 3 von Aggro Berlin                      | Erstveröffentlichung: 8. Dezember 2003 Sido, Bendt, Tony D, Fuhrman, MOK, Mesut & B-Tight |
| 2003 | Paradies Aggro Ansage Nr. 3 (X-Version) von Aggro Berlin               | Erstveröffentlichung: 8. Dezember 2003 Sido und B-Tight |
| 2004 | Mein Block (Gegenüber Remix) Mein Block von Sido                       | Erstveröffentlichung: 4. April 2004 Sido feat. B-Tight |
| 2004 | Berlin, Berlin Mein Block von Sido                                     | Erstveröffentlichung: 4. April 2004 Sido feat. B-Tight & Harris |
| 2004 | Die Sekte Maske von Sido                                               | Erstveröffentlichung: 26. April 2004 Sido feat. Bendt, Tony D, B-Tight, Fuhrman & Mesut |
| 2004 | Yeah Fuffies im Club von Sido                                          | Erstveröffentlichung: 26. April 2004 Sido & B-Tight |
| 2004 | Alle wolln cool sein Neukölln Hustler von MOK                          | Erstveröffentlichung: 2004 MOK feat. Tony D, Sido, B-Tight & Mesut |
| 2004 | Aggro Gold (Intro) Aggro Ansage Nr. 4 von Aggro Berlin                 | Erstveröffentlichung: 5. November 2004 Sido, Fler & B-Tight |
| 2004 | Aggro Teil 4 Aggro Ansage Nr. 4 von Aggro Berlin                       | Erstveröffentlichung: 5. November 2004 Sido, Fler & B-Tight |
| 2004 | Wodka & Bacardi Aggro Ansage Nr. 4 von Aggro Berlin                    | Erstveröffentlichung: 5. November 2004 Sido, Fler & B-Tight |
| 2004 | Soo cool Aggro Ansage Nr. 4 von Aggro Berlin                           | Erstveröffentlichung: 5. November 2004 A.i.d.S. |
| 2004 | Maxim ist King Aggro Ansage Nr. 4 von Aggro Berlin                     | Erstveröffentlichung: 5. November 2004 Sido, Fler und B-Tight |
| 2005 | Die Sekte Musik oder Knast von MOK                                     | Erstveröffentlichung: 2005 MOK feat. B-Tight, Tony D, Alpa Gun & Sido |
| 2005 | Anklage Nr. 5 Aggro Ansage Nr. 5 von Aggro Berlin                      | Erstveröffentlichung: 2. Dezember 2005 B-Tight, Fler, Tony D & Sido feat. Frauenarzt |
| 2005 | Keine Angst Aggro Ansage Nr. 5 von Aggro Berlin                        | Erstveröffentlichung: 2. Dezember 2005 A.i.d.S. |
| 2005 | Das ist Krieg Aggro Ansage Nr. 5 von Aggro Berlin                      | Erstveröffentlichung: 2. Dezember 2005 B-Tight, Alpa Gun, MOK, Tony D, Fuhrman & Sido |
| 2005 | A.G.G.R.O Teil 5 Aggro Ansage Nr. 5 (Premium Edition) von Aggro Berlin | Erstveröffentlichung: 2. Dezember 2005 Fler, G-Hot, Sido, Alpa Gun, B-Tight & Tony D |
| 2006 | Mehr Geld, mehr Probleme (Juice-Exclusive!) Juice-CD #71 von Juice     | Erstveröffentlichung: 2006 B-Tight, Fler & Sido |
| 2006 | Willkommen in Berlin (RMX) F.L.E.R. 90210 von Fler                     | Erstveröffentlichung: 13. Januar 2006 Fler feat. B-Tight, Frauenarzt, G-Hot, Megaloh, MC Bogy, Sido, Harris, Shizoe & Tony D |
| 2006 | Titten & Popo’z Aggrogant von G-Hot                                    | Erstveröffentlichung: 17. November 2006 G-Hot feat. Sido & B-Tight |
| 2006 | A.i.d.S. 2007 Ich von Sido                                             | Erstveröffentlichung: 1. Dezember 2006 Sido feat. B-Tight |
| 2006 | Wir haben noch Zeit Ich von Sido                                       | Erstveröffentlichung: 1. Dezember 2006 Sido feat. B-Tight |
| 2006 | Get ya Paper Ich von Sido                                              | Erstveröffentlichung: 1. Dezember 2006 Sido feat. Smif-N-Wessun & B-Tight |
| 2006 | Bergab Remix Ich von Sido                                              | Erstveröffentlichung: 1. Dezember 2006 Sido B-Tight, Kitty Kat, Alpa Gun & G-Hot |
| 2007 | Hör nicht auf Neger Neger von B-Tight                                  | Erstveröffentlichung: 27. April 2007 B-Tight feat. Sido |
| 2007 | Bonzenbankett Schlechtes Vorbild von Sido                              | Erstveröffentlichung: 25. Mai 2007 Sido feat. B-Tight & Harris |
| 2007 | 100 % Sektenmuzik Psychose von Grüne Medizin                           | Erstveröffentlichung: 28. September 2007 Grüne Medizin feat. Alpa Gun, B-Tight, Bendt, Fuhrman, MOK, Sido, Tony D & Greckoe |
| 2007 | Keiner kann was machen Ghetto Romantik von B-Tight                     | Erstveröffentlichung: 5. Oktober 2007 B-Tight feat. Fler, Sido & Tony D |
| 2008 | 4 Asse Feiern mit den Pleitegeiern von Die Atzen                       | Erstveröffentlichung: 22. März 2008 Die Atzen feat. Sido, B-Tight & Kamila |
| 2008 | Aggrokalypse Ich und meine Maske von Sido                              | Erstveröffentlichung: 30. Mai 2008 Sido feat. B-Tight, Fler & Kitty Kat |
| 2008 | Wenn die Bosse reden Ich und meine Maske von Sido                      | Erstveröffentlichung: 30. Mai 2008 Sido feat. B-Tight |
| 2008 | Meine Gang Ich und meine Maske von Sido                                | Erstveröffentlichung: 30. Mai 2008 Sido feat. Bendt, B-Tight, MOK, Tony D, Fuhrman & Alpa Gun |
| 2008 | Die Sekte 2 Chaoten von Fuhrman und Bendt                              | Erstveröffentlichung: 13. Juni 2008 Fuhrmann & Bendt feat. Alpa Gun, B-Tight, Tony D & Sido |
| 2008 | Schaukelpferd Goldständer (Premium-Edition) von B-Tight                | Erstveröffentlichung: 31. Oktober 2008 B-Tight feat. Sido |
| 2008 | 5 krasse Rapper Aggro Anti Ansage Nr. 8 von Aggro Berlin               | Erstveröffentlichung: 5. Dezember 2008 Tony D, Kitty Kat, Fler, Sido & B-Tight |
| 2008 | Aggro Berlin Ding Aggro Anti Ansage Nr. 8 von Aggro Berlin             | Erstveröffentlichung: 5. Dezember 2008 B-Tight, Tony D, Fler & Sido |
| 2008 | Scheiss egal Aggro Anti Ansage Nr. 8 von Aggro Berlin                  | Erstveröffentlichung: 5. Dezember 2008 Tony D, B-Tight, Sido & Kitty Kat |
| 2008 | Sexy Aggro Anti Ansage Nr. 8 von Aggro Berlin                          | Erstveröffentlichung: 5. Dezember 2008 B-Tight & Sido |
| 2008 | Auf die Fresse Aggro Anti Ansage Nr. 8 von Aggro Berlin                | Erstveröffentlichung: 5. Dezember 2008 Tony D, Fler, Sido, B-Tight & Kitty Kat |
| 2009 | Für die Sekte Für die Gegnaz! von Tony D                               | Erstveröffentlichung: 11. September 2009 Tony D feat. Alpa Gun, Bendt, B-Tight, Sido & Fuhrman |
| 2009 | Für jeden Aggro Berlin von Sido                                        | Erstveröffentlichung: 30. Oktober 2009 Sido feat. B-Tight & Alpa Gun |
| 2009 | 10 Jahre Aggro Berlin von Sido                                         | Erstveröffentlichung: 30. Oktober 2009 Sido feat. Fuhrman, Tony D, B-Tight, Alpa Gun, Bendt & MOK |
| 2010 | Zerbrochenes Glas Almanci von Alpa Gun                                 | Erstveröffentlichung: 9. Juli 2010 Alpa Gun feat. Sido & B-Tight |
| 2010 | Ein Teil von mir Мой двор: начало истории von Seryoga                  | Erstveröffentlichung: 21. September 2010 Seryoga feat. Sido & B-Tight |
| 2011 | Hol doch die Polizei Blutzbrüdaz – die Mukke zum Film von Sido         | Erstveröffentlichung: 2. Dezember 2011 Sido & B-Tight |
| 2011 | Mund auf Blutzbrüdaz – die Mukke zum Film von Sido                     | Erstveröffentlichung: 2. Dezember 2011 Sido & B-Tight |
| 2011 | An’s Meer Blutzbrüdaz – die Mukke zum Film von Sido                    | Erstveröffentlichung: 2. Dezember 2011 Sido & B-Tight |
| 2011 | Tageslicht Blutzbrüdaz – die Mukke zum Film von Sido                   | Erstveröffentlichung: 2. Dezember 2011 Sido feat. B-Tight, Alpa Gun & Doreen |
| 2011 | Bis zur Sonne Blutzbrüdaz – die Mukke zum Film von Sido                | Erstveröffentlichung: 2. Dezember 2011 Sido feat. B-Tight & Damion Davis |
| 2012 | Mary Jane Drinne von B-Tight                                           | Erstveröffentlichung: 28. September 2012 B-Tight feat. Deine Lieblings Rapper & Emil Bulls |
| 2013 | 30-11-80 von Sido                                                      | Erstveröffentlichung: 29. November 2013 Sido feat. Eko Fresh, Lakmann One, Laas Unltd., Nazar, Frauenarzt, Manny Marc, Bushido, Beka, Olli Banjo, Tarek K.I.Z, Smudo, Erick Sermon, MoTrip, Moses Pelham, Bass Sultan Hengzt, Afrob, Dr. Renz & B-Tight |
| 2015 | Eazy Retro von B-Tight                                                 | Erstveröffentlichung: 9. Januar 2015 B-Tight feat. Sido |
| 2017 | Wer hat das Gras weggeraucht Wer hat das Gras weggeraucht? von B-Tight | Erstveröffentlichung: 3. Februar 2017 B-Tight Nura, Smoky, Sido, Plusmacher & Estikay |
| 2018 | Alles schwarz A.i.d.S. Royal (Deluxe-Edition) von B-Tight              | Erstveröffentlichung: 23. Februar 2018 A.i.d.S. |
| 2018 | Aus’m MV A.i.d.S. Royal (Deluxe-Edition) von B-Tight                   | Erstveröffentlichung: 23. Februar 2018 A.i.d.S. |
| 2018 | Vergiss das nicht A.i.d.S. Royal (Deluxe-Edition) von B-Tight          | Erstveröffentlichung: 23. Februar 2018 A.i.d.S. |
| 2018 | Zurück zu einfach A.i.d.S. Royal (Deluxe-Edition) von B-Tight          | Erstveröffentlichung: 23. Februar 2018 A.i.d.S. |
| 2018 | Wie Urlaub A.i.d.S. Royal (Deluxe-Edition) von B-Tight                 | Erstveröffentlichung: 23. Februar 2018 A.i.d.S. |
| 2018 | Dankeschön A.i.d.S. Royal (Deluxe-Edition) von B-Tight                 | Erstveröffentlichung: 23. Februar 2018 A.i.d.S. |

## Musikvideos
| Jahr | Titel                                           | Künstler | Regisseur(e)   |
| ---- | ----------------------------------------------- | --- | -------------- |
| 2001 | Hältst du es aus?                               | Die Sekte (Vokalmatador, Rhymin Simon, B-Tight & Sido) | Stephan Zimmer |
| 2002 | Westberlin                                      | Royal TS |                |
| 2003 | Safe Sex                                        | A.i.d.S. |                |
| 2003 | Aggro Teil.2                                    | Sido, Bushido und B-Tight |                |
| 2004 | Aggro Gold / Neue Deutsche Welle / Aggro Teil 4 | Sido, Fler & B-Tight |                |
| 2007 | Keiner kann was machen                          | B-Tight feat. Fler, Sido & Tony D |                |
| 2009 | Rockstarz                                       | Die Sekte (Sido, B-Tight, Alpa Gun, Bendt, Fuhrman & Tony D) | DJ Desue       |
| 2011 | Hol doch die Polizei / Bis zur Sonne            | Sido & B-Tight | Murat Aslan    |
| 2013 | 30-11-80                                        | Sido feat. Eko Fresh, Lakmann One, Laas Unltd., Nazar, Frauenarzt, Manny Marc, Bushido, Beka, Olli Banjo, Tarek K.I.Z, Smudo, Erick Sermon, MoTrip, Moses Pelham, Bass Sultan Hengzt, Afrob, Dr. Renz & B-Tight |                |
| 2017 | Wer hat das Gras weggeraucht                    | B-Tight feat. Nura, Smoky, Sido, Plusmacher & Estikay |                |

## Statistik

### Chartauswertung
|                     | DE    | AT    | CH    |
| ------------------- | ----- | ----- | ----- |
| Nummer-eins-Alben   | DE—DE | AT—AT | CH—CH |
| Top-10-Alben        | DE—DE | AT—AT | CH—CH |
| Alben in den Charts | DE1DE | AT—AT | CH1CH |